# Katharinenberg (Südeichsfeld)
Katharinenberg ist ein Ortsteil der Landgemeinde Südeichsfeld. Er liegt im Unstrut-Hainich-Kreis in Thüringen und hat 130 Einwohner.

## Geografie
Katharinenberg liegt auf einer Höhe von 438 m; die Gemarkung ist 158 ha groß. Der Ort liegt im Naturpark Eichsfeld-Hainich-Werratal am Rande des Eichsfeldes.

## Geschichte
Der Ort wurde 1512 als Besitz der Harstallschen Familie erwähnt, die hier ein befestigtes Rittergut besaßen. Im Mittelalter besaß der Ort an einer Heerstraße eine Zollstation.
1462 wurde in Katharinenberg eine Wallfahrtskapelle des Klosters Anrode errichtet, die zwischen 1520 und 1525 vom Kloster Anrode und dem Stift Großburschla zur heute als Ruine bestehenden Wallfahrtskirche (s. Kirchenruine Katharinenberg) umgebaut aber nicht vollendet wurde. Um 1600 entstand südlich der Kirche der Gutshof derer von Harstall, der auf älteren Gebäuderesten aufbaute. Der Ort gehörte zum Besitz des Fuldaer Klosters, wechselte dann zu Beginn des 17. Jahrhunderts zum Mainzer Amt Bischofstein. Neben jenem Amt lässt sich auch für das thüringische Adelsgeschlecht derer zu Harstall (Adelsgeschlecht) Grundbesitz in Katharinenberg nachweisen. So besaßen sie vor Ort ein befestigtes Rittergut.
Bedingt durch die Nähe zur Grenze zwischen der DDR und der Bundesrepublik Deutschland lag Katharinenberg bis zur Wende in einem Sperrgebiet. Am 1. Januar 1957 wurde die Gemeinde Katharinenberg aufgelöst und in die Gemeinde Diedorf eingegliedert. 1984 wurde der Dorfanger, das Zentrum des Ortes, restauriert.

### Gemeinde Katharinenberg
Am 21. April 1995 wurde die neue Gemeinde Katharinenberg aus den Mitgliedsgemeinden der Verwaltungsgemeinschaft Diedorf gebildet, bestehend aus Wendehausen, Diedorf mit Ortsteil Katharinenberg, Faulungen und Schierschwende.
Mit der Auflösung der Gemeinde Katharinenberg kam der Ort mit den ehemaligen Ortsteilen Diedorf, Wendehausen, Faulungen und Schierschwende am 1. Dezember 2011 zur Landgemeinde Südeichsfeld. Letzter Bürgermeister der Gemeinde Katharinenberg war Lothar Göbel (CDU).

## Kultur und Sehenswürdigkeiten
- Kirchenruine Katharinenberg
- Grenzturm Katharinenberg

## Verkehr
Der Ort befindet sich an der Bundesstraße 249 etwa 2 km östlich der Landesgrenze zu Hessen. Am Rastplatz „Zum Grenzblick“ nahe der ehemaligen Innerdeutschen Grenze gibt es Informationstafeln zur Region und man kann einen Erdbunker besichtigen. Von hier führen Wege an der ehemaligen Grenze entlang.

## Vereine
In Katharinenberg gibt es einen Kirmesverein, einen Karnevalsverein und den Schützenverein Diedorf/Katharinenberg. Es gibt eine Freiwillige Feuerwehr.

## Veranstaltungen
Überregional bekannt wurde Katharinenberg durch das seit 2020 jährlich stattfindende Biergarten-Festival, das jedes Jahr etwa 14.000 Besucher anzieht.

## Belege
1. ↑  Bewegungsstatistik der Gemeinde Südeichsfeld für das Jahr 2021, aus: Südeichsfeldbote, Amtsblatt der Gemeinde Südeichsfeld, 8. Jahrgang, Nr. 1/2022 vom 29. Januar 2022, Seite 3
2. ↑  Ulrich Harteisen: Das Eichsfeld. Eine landeskundliche Bestandsaufnahme. Hrsg.: Ulrich Harteisen, u. a. Böhlau, Wien, Köln, Weimar 2018, ISBN 978-3-412-50066-5, S. 416.
3. ↑  Statistisches Bundesamt: Gemeinden 1994 und ihre Veränderungen seit 01.01.1948 in den neuen Ländern. Metzler-Poeschel, Stuttgart 1995, ISBN 3-8246-0321-7.
4. ↑  StBA: Änderungen bei den Gemeinden Deutschlands, siehe 1995.
5. ↑  StBA: Gebietsänderungen vom 01. Januar bis 31. Dezember 2011
6. ↑  Biergarten-Festival, aufgerufen am 30. Juli 2025